# Alasmidonta heterodon
Alasmidonta heterodon е вид речна мида от семейство Перлови (Unionidae). Видът е застрашен от изчезване.

## Разпространение
Този вид се среща единствено в потоците и реките на Атлантическия бряг на Северна Америка. Разпространен е от Ню Хемпшир до Северна Каролина. Обявен е за застрашен вид в Кънектикът, Масачузетс, Мериленд, Северна Каролина, Ню Хемпшир, Ню Джърси, Ню Йорк, Пенсилвания, Вирджиния и Върмонт.